# Hualing Nieh Engle

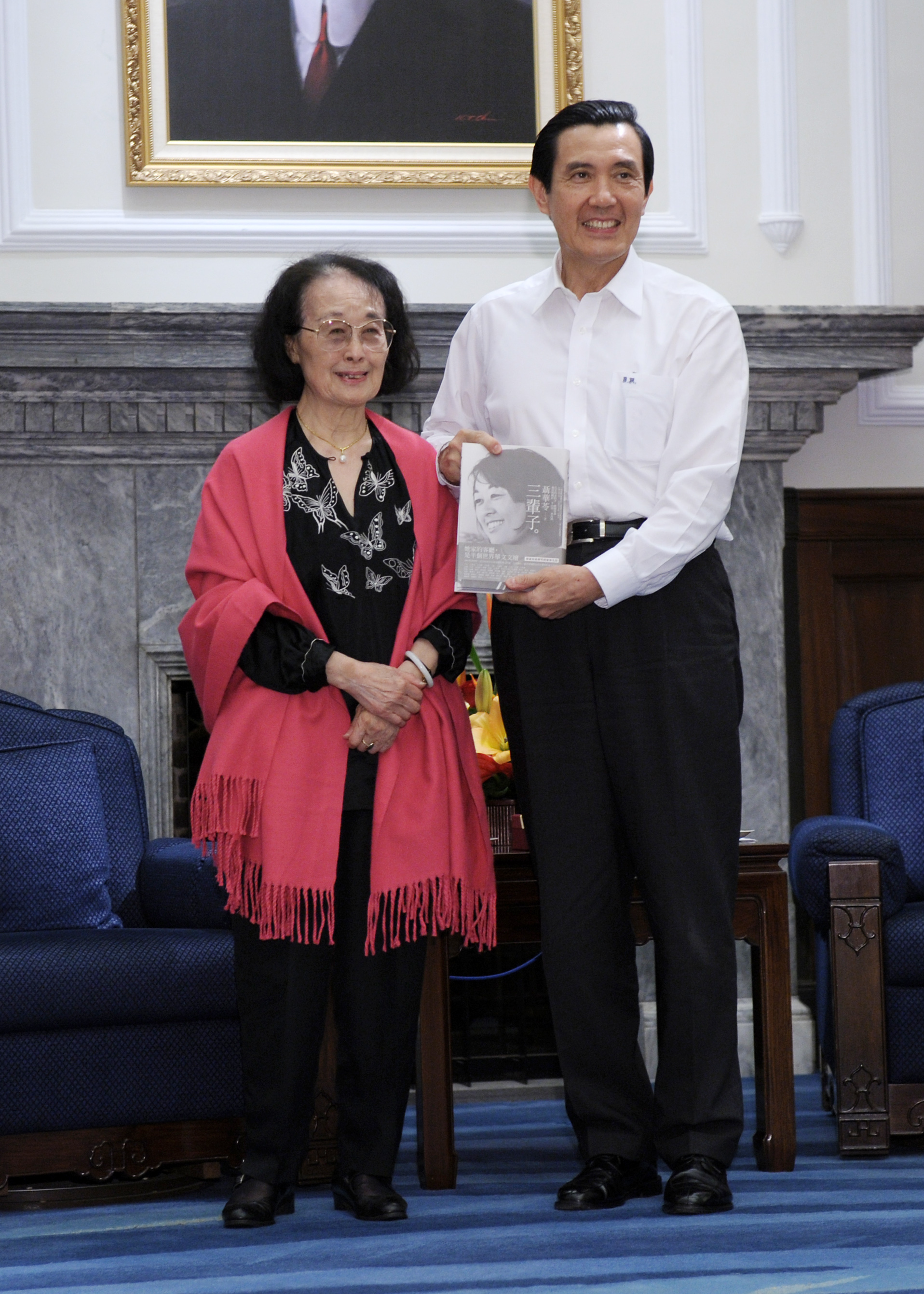
Hualing Nieh Engle (imagen).

Hualing Nieh Engle (11 de enero de 1925– 21 de octubre de 2024), Nieh Hua-ling de soltera (chino: 聶華苓
; pinyin: Niè Huálíng) fue escritora, profesora  emérita de la Universidad de Iowa.

## Educación y primeros años
Nieh Hua-ling nació el 11 de enero de 1925 en Wuhan, Hubei, China. En 1936 el padre de Nieh, un funcionario de la administración del Kuomintang fue ejecutado por el Ejército Rojo Comunista durante la guerra civil china.
En 1948 obtuvo su título de grado en Inglés, otorgado por el Departamento de Lenguas Occidentales de la Universidad Central Nacional. Luego de la revolución comunista en China, ella y su familia se trasladaron a Taiwán.

## Carrera
En Taiwán, Nieh se convirtió en editora literaria y miembro de la junta editorial de una revista intelectual y liberal, China libre, tarea que desarrolló hasta 1960, cuando la revista fue cerrada por el gobierno de Chiang Kai-shek.
También comenzó a impartir cursos de escritura creativa en la Universidad Nacional de Taiwán y en la Universidad Tunghai, convirtiéndose en el primer miembro de la facultad en hacerlo en chino.
Conoció a Paul Engle, por entonces director del Taller de escritores de Iowa, mientras él se encontraba de visita en Taiwán para la investigación de la escena literaria contemporánea en Asia. Engle la invitó a asistir al Taller de Escritores. Cuando el clima político se agravó en Taiwán, Nieh Hua-ling fue puesta bajo vigilancia y se le impidió publicar libros. Así, decidió aceptar la invitación de Engle y llegó a Iowa en 1964, con siete libros ya publicados.
En 1966, después de obtener su grado como Magíster en Bellas Artes en narrativa, otorgado por el Taller de Escritores de Iowa, al retirarse del taller Nieh Hua-ling sugirió a Engle comenzar un programa de escritura exclusivamente para escritores internacionales. El plan conjunto fue invitar a Iowa a escritores con libro publicado provenientes de todas partes del mundo para afinar su oficio, intercambiar ideas y crear amistades interculturales. Con el apoyo de la Universidad de Iowa y una donación privada, el primer grupo internacional de escritores se reunió en Iowa en 1967, constituyéndose en los primeros participantes del Programa Internacional de Escritura (IWP).  Se casaron en 1971.
Con Paul Engle como director y Hualing Nieh Engle como ayudante de dirección primero, y luego directora asociada, el Programa Internacional de Escritura se convirtió en una residencia reconocida por artistas. Como editora activa, incluso en plena Revolución Cultural, Nieh Engle buscó introducir tendencias chinas emergentes poco conocidas. Con Paul Engle tradujeron y editaron conjuntamente una colección de poemas de Mao Zedong. Aquello fue seguido por una colección académica de dos volúmenes, Literature of the Hundred Flowers, que Nieh Engle editó y co-tradujo.
En 1976, en honor a su rol promoviendo el intercambio entre artistas, 300 escritores impulsaron a los Engle para el Premio Nobel de la Paz. La pareja fue nominada oficialmente por el embajador extraordinario de Estados Unidos Averell Harriman. En 1979 coordinaron el "Fin de semana chino", uno de los primeros encuentros entre escritores de la China continental, Taiwán, Hong Kong, y de la diáspora pos 1949.
Después del retiro jubilatorio de Paul Engle en 1977, Hualing Nieh Engle continuó como directora del Programa Internacional de Escritura (IWP). Se retiró en 1988 y actualmente sirve como miembro del Consejo Consultivo del IWP. Fue también miembro del jurado el prestigioso concurso de cuentos Asiaweek.
Hualing Nieh Engle ha viajado extensamente por Asia y Europa y ha dado conferencias en las principales universidades en los Estados Unidos, así como en muchas universidades líderes en China. En la Universidad de Iowa, fue codirectora del Taller de Traducción entre 1975 y 1988. Ha recibido varios doctorados honorarios, así como un premio por Servicios Distinguidos a las Artes del Estado de Iowa y la Asociación Nacional de Gobernadores en 1982. La revista china Asia Weekly destacó su novela Sang ch'ing yu t'ao hung (Mulberry and Peach) como una de las 100 mejores novelas chinas del siglo XX.
Junto a su labor administrativa y editorial, Nieh Engle ha mantenido una carrera literaria activa. Es autora de más de dos docenas de libros, escritos en chino y ampliamente traducidos, incluyendo novelas, colecciones de ensayos, libros de cuentos, traducciones y trabajos editados. Estos incluyen Mulberry and Peach, que en su traducción al inglés (Mulberry and Peach: Two Women of China) ganó en 1990 el American Book Award; Thirty Years Later (San Shih nien hou);  Black, the Most Beautiful Color  (Hei she, he she, tsui mei li ti yen she); y People in the Twentieth Century (Jen tsai erh shih shih chi). Su novela más reciente en chino, Far Away, a River (Qian shan wai, shui chang liu) representa uno de los temas que se reflejan a menudo en sus novelas: la búsqueda de la identidad y las raíces. Sus memorias, Images of Three Lives, un libro ilustrado de ensayos, es una crónica de sus experiencias en china, Taiwán y en los Estados Unidos.

## Publicaciones

### Libros en chino
- Creeper, novela corta (1953)
- Jade Cat, cuentos (1959)
- The Lost Golden Bell, novela (1960)
- A Small White Flower, cuentos  (1963)
- The Valley of Dreams, ensayo (1965)
- Mulberry and Peach, novela (1976)
- Several Blessings of Wang Ta-nien, cuentos (1980)
- Stories of Taiwan, cuentos seleccionados  (1980)
- After Thirty Years, ensayo (1980)
- Iowa Notes, ensayo (1983)
- Black, Black, The Most Beautiful Color, ensayo (1983)
- Lotus (or Far Away, a River), novela (1984)
- A Selection of Taiwan Stories (editor; 1984)
- People in the Twentieth Century, ensayo (1990)
- Human Scenery and Natural Scenery, ensayos seleccionados (1986)
- Far Away, A River, novela (1996)
- Tales from the Deer Garden, ensayo (1996)
- Three Lives, memorias (2004)
- Images of the Three Lives, ensayo ilustrado de memorias en caracteres chinos tradicionales (2007)
- Images of the Three Lives, ensayo ilustrado de memorias en caracteres chinos simplificados (2008)

### Libros en inglés (y traducciones)
- The Purse, cuentos en inglés (1959); traducidos al portugués (1967)
- A Critical Biography of Shen Ts'ung-wen, en inglés (Twanye Publishers, 1972)
- Two Women of China, novela traducida al inglés (1985), croata (1986), y húngaro (1987)
- Mulberry and Peach traducida al inglés (1986), alemán (1988) y coreano (1990)

### Traducciones de Nieh Engle al chino
- Madame de Mauves, Henry James (1959)
- Selected American Stories (incluye trabajos de William Faulkner, Stephen Crane, Willa Cather, Sherwood Anderson, Walter Van Tilburg Clark, Stephen Benet, y F. Scott Fitzgerald, entre otros) (1960)

### Traducciones de Nieh Engle al inglés
- Eight Stories by Chinese Women (1963)
- Poems of Mao Tse-tung (con Paul Engle) (1972)
- Literature of the Hundred Flower (editora, co-traductora) (1981)

### Serie de Traducción de poesía (coeditada con Paul Engle)
- Contemporary Korean Poetry (1970)
- Modern Chinese Poetry (1970)
- The Last Romantic: Mihail Eminescu (1972)
- The Poetry of Postwar Japan (1975)
- Writing from the World (1976)
- Modern Bulgarian Poetry (1978)
- Lev Mak, Out of the Night and Other Poems (1978)
- Vasco Popa: Selected Poems (1978)
- Nichita Stanescu, The Still Unborn about the Dead (1978)
- Russian Poetry: The Modern Period (1978)
- Contemporary Yugoslav Poetry (1978)

## Premios
- Grado honorario, doctora en Humanidades, Universidad de Colorado (1981)
- Grado Honorario, doctora en Humanidades, Universidad de Dubuque (1981)
- Premio por Servicios Distinguidos a las Artes, Asociación Nacional de Gobernadores (1982)
- Grado Honorario, doctora en Humanidades, Coe College (1983)
- Premio de Narrativa, American Book Award (1990), por Mulberry and Peach: Two Women of China
- Medalla al Mérito por Servicio Cultural, Ministerio de Cultura, Polonia (1992)
- Grado Honorario, doctora en Humanidades, Universidad de Hong Kong Bautista (2009)
- Mejor escritura china en el mundo, Sin Chew Jit Poh, Malasia (2009)

## Honores
- Miembro del Consejo Asesor Internacional, Centro de Traducción, Universidad de Columbia (1984-1985)
- Miembro del Consejo Asesor de la revista literaria china Cuatro Mares, China.
- Jurado, Premio Internacional Neustadt de Literatura, EE. UU. (1981-1982)
- Cátedra de asesoramiento, la Universidad de Fudan, Shanghái, China (1984)
- Profesora honoraria, Instituto de Comunicaciones de Beijing, Beijing, China (1986)
- Asesora, Premio Internacional de Narrativa Pegasus, EE. UU. (1989-1990)
- Incluida en el Salón de la fama de las mujeres de Iowa (2008).